# Vladimir Zaverchinsky
Vladimir Ivanovitch Zaverchinsky (en russe : Владимир Иванович Завершинский) est une personnalité de la Première direction générale du KGB et du Service des renseignements extérieurs de la fédération de Russie, Général-colonel du SVR, actuellement conseiller près le secrétaire du Conseil de sécurité de la fédération de Russie. 

## Biographie
La biographie de l’espion Zaverchinsly n’est livrée qu’à compte-gouttes par son ancien employeur – le Service des renseignements extérieurs de la fédération de Russie,. 
Mais devenu le premier adjoint du directeur du SVR et un personnage public, Zaverchinsky a donné quelques interviews à la presse russe (2005-2008) et a été plus loquace,,,,. 
Voici ce qui en ressort :

### Enfance, famille, études et mariage
Vladimir Zaverchinsky est né le 24 novembre 1949 en URSS – dans la province soviétique : au sud de la chaîne montagneuse de l’Oural, dans le petit village de Taroutino du département de Tchesmen de la région de Tchéliabinsk. 
Son père était chauffeur, sa mère – comptable.
En 1964 Vladimir termine l’école secondaire incomplète (8 ans au lieu de 10 et avec un certificat d’études au lieu du bac) car dans son village il n’y avait pas de lycée avec les deux dernières classes : première et terminale.
La même année la famille déménage au Caucase du Nord – dans la République autonome de Karatchaïévo-Tcherkessie, dans la région de Stavropol. Dans la ville de Iessentouki, très populaire station balnéaire du Caucase du Nord, le jeune Vladimir termine deux années manquantes d’études secondaires dans le lycée qui portait le nom de Félix Dzerjinski – quelle coïncidence pour un futur tchékiste et espion ! 
En 1966, à l’âge de 17 ans, Zaverchinsky entre à l’Institut pédagogique de la ville de Tcherkessk.
En 1970, sorti premier de sa promotion, le « boursier de Lénine » Zaverchinsky obtient le diplôme « rouge » (prix d’excellence) de la faculté philologique de l'obscure Institut pédagogique de la république autonome de Karachai et de Tcherkessie qui formait les enseignants des langues étrangères pour les collèges et lycées soviétiques.
En 1970 Vladimir s’est marié avec une collègue de promotion – Larissa Vassilievna.
Le jeune enseignant frai émoulu Zaverchinsky rêve d’un doctorat à Leningrad et prépare une thèse doctorale en histoire de la littérature russe, mais n’aura pas l’occasion de la terminer et soutenir. Il est recruté par le KGB et délaisse sans hésiter la carrière d’un prof pour une plus glorieuse - celle d’un tchékiste.

### Au sein du KGB de l’URSS (1970 - 1991)
En 1970 Zaverchinsky intègre le cycle court de formation au contre-espionnage à Minsk
À la sortie de cette formation opérationnelle de base du KGB, le jeune officier subalterne Zaverchinsky sert pendant 4 ans (1971-1975) dans les organes territoriaux du contre-espionnage du KGB.
En 1975 entre en formation à l'Institut du Drapeau rouge du KGB ; langue étrangère principale – allemand, deux années d’études post-universitaires spécialisées en espionnage extérieur.
En 1977 Zaverchinsky quitte définitivement l’administration du contre-espionnage du KGB et devient officier de carrière dans les structures de la Première direction générale du KGB. Mais la carrière n’est pas brillante : tout comme Vladimir Poutine, « l’espion » Zavernchinsky n’est pas admis à l’appareil central dans la capitale de l’URSS, mais seulement dans les structures territoriales provinciales – loin, très loin du QG prestigieux de Iassénévo.
Tout comme Vladimir Poutine, l’espion provincial Zaverchinsky part en première longue mission à l’étranger non pas dans un pays occidental, mais en RDA communiste en tant qu’un simple élément opérationnel de la représentation officielle du KGB (probablement de 1979 à 1987).
De retour en URSS, Zaverchinsky n’intègre toujours pas le QG de la Première direction générale du KGB à Iassénévo, en revanche il suit une formation continue pour les cadres de l’espionnage soviétique. 
Cela se révèle payant et en 1989 Zaverchinsky est envoyé en deuxième mission longue à l’étranger. Il part toujours pour la RDA communiste, mais prend du galon : devient colonel et chef de la section "N" (illégaux") à la représentation officielle du KGB à Berlin en RDA,. À cette époque-là Vladimir Poutine faisait partie du petit groupe du KGB basé dans la ville provinciale de Dresde en RDA et était donc subalterne de Zaverchinsky.

### Au Service des renseignements extérieurs de la fédération de Russie (1991 - 2008)
À l’époque où les officiers brillants quittent par milliers l’espionnage soviétique moribond, le provincial Zaverchinsky fait un choix qui se révèlera payant à moyen et long termes. Après son retour précipité de la RDA à la suite de la réunification des deux Allemagnes, le colonel de l’ex-KGB accepte un poste purement administratif et sans aucune liaison avec le travail opérationnel, au sein du Service du personnel du SVR. Mais Zaverchinsky tire la carte de sa vie : il intègre enfin le QG à Iassénévo au bord de la faillite – l’appareil central de l’Espionnage extérieur politique soviétique et russe où il va rester de 1991 à 1994. 
Dans la situation de la carence catastrophique des cadres au SVR en crise existentielle, l’ex-provincial Zaverchinsky devient général-major (une étoile) et haut fonctionnaire - Chef de la Division "S" (Illégaux) dans la Direction des Opérations du SVR au rang d’adjoint du directeur du SVR. Il va rester à ce poste de 1994 à 2000.
Ayant fait une carrière très similaire à celle d’un autre provincial Vladimir Poutine, Zaverchinsky plait au nouveau président russe revanchard qui après sa première élection en 2000, change de directeur et remanie l’équipe dirigeante du SVR afin de purger son QG des fidèles de Primakov. Zaverchinsky est un des rares hauts fonctionnaires de l’ancienne équipe à la tête du SVR qui non seulement n’est pas limogé lors de cette purge, mais au contraire continue son ascension. 
Zaverchinsky devient le premier adjoint du directeur du SVR. Chose plus étonnante : il va rester à ce poste clé huit ans, de 2000 à 2008, sera promu général-lieutenant (deux étoiles), puis général-colonel (trois étoiles). 
Lors de cette période de sa carrière l’espion Zaverchinsky sort de l’anonymat total et devient une personnalité publique, bien que toujours assez discrète. 

### Au Conseil de sécurité de Russie
La gloire administrative de Zaverchinsky au sein de l’espionnage russe se termine en 2008 après le départ de Poutine des palais du Kremlin à la « maison blanche russe » sur les bords de la Moskova, quai Krasnopresnenskaya ( (il ne faut pas oublier que le SVR se trouve sous l’autorité directe du Président et non pas celle du Premier ministre).

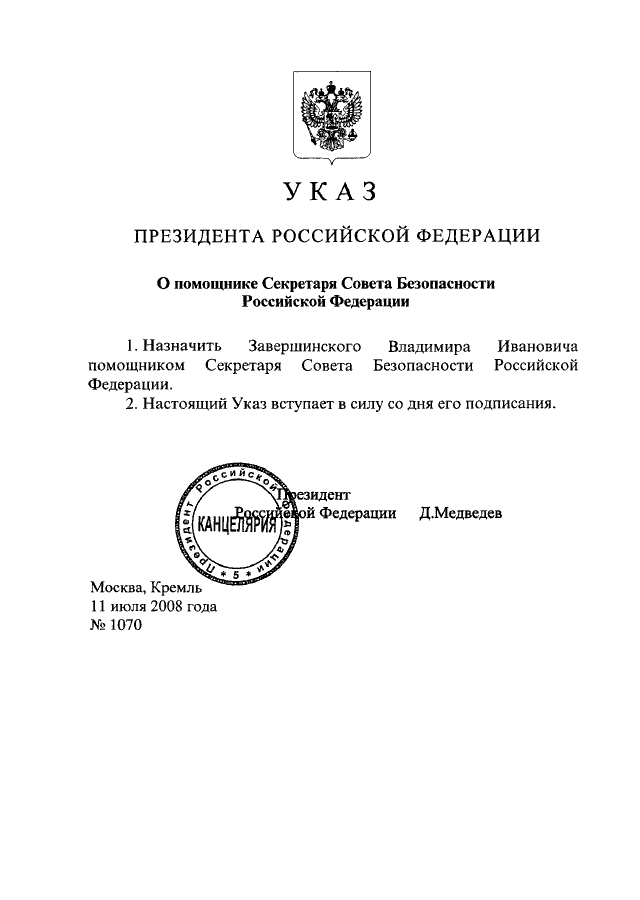
Oukase de nomination de Vladimir Zaverchinsky au Conseil de sécurité de Russie

Par son oukase n°1070 du 11.07.2008, le nouveau président Dmitry Medvédiev le nomme conseiller près le secrétaire du Conseil de sécurité de la fédération de Russie,. 
Ce dernier poste est un emploi peu prenant, presque fictif, et paraît représenter assez peu de chose pour un ancien premier adjoint du directeur du SVR (par exemple, un des anciens « simples » adjoints du directeur du SVR Youri Zoubakov, au grade militaire du vice-amiral, est le secrétaire adjoint du Conseil de sécurité et, donc, supérieur hiérarchique du général-colonel à la retraite Zaverchinsky). Ceci ressemble fort à une disgrâce par la mise à la retraite honorifique anticipée car M. Zaverchinsky, né en novembre 1949, n’a même pas atteint en juillet 2008 l'âge limite prévue par la loi pour son grade, en l’occurrence 60 ans, qui peut en plus être prolongé selon les modalités prévues à cet effet par l'oukase présidentiel n°574 du 21.04.1996.
L’ancien espion à la retraite Zaverchinsky n’a aucune ambition politique et passe son temps dans les recherches généalogiques de son village natal de Taroutino au fin fond d’une province perdue de l’Oural du sud.

## Hobbies
- Zaverchinsky a été autrefois un passionné de la montagne. Pour ses faits d’armes sportifs dans la jeunesse il a été élevé au rang honorifique russe du Maître du sport en alpinisme. Le jeune alpiniste Zaverchinsky a réalisé, entre autres, l’ascension du plus haut sommet du Caucase - Elbrouz.
- Zaverchinsky est un numismate, il collectionne les vieilles pièces de monnaie russes, les ordres et médailles anciens.
- Zaverchinsky mène les recherches généalogiques concernant sa famille dans le village de Taroutino dans le département de Tchesmen de la région de Tchéliabinsk en Oural du sud.

## Anecdotes
Les autorités locales et les lobbyistes de la région de Tchéliabinsk en Oural du sud font pas mal d’efforts pour récupérer la gloire administrative de leur compatriote qui a réussi à grimper non seulement au plus haut sommet du Caucase, mais aussi à l’Olympe de l’espionnage soviétique et russe. 
Ainsi Zaverchinsky a-t-il été honoré des distinctions locales diverses et variées, telles que,: 
- Médaille provinciale pour les mérites du département de Tchesmen de l’Oural du sud
- Insigne provincial du citoyen d’honneur du département de Tchesmen de l’Oural du Sud
- Prix Notre passé glorieux de la région de Tchéliabinsk

## Œuvres littéraires
- Vladimir Zaverchinsky, « Les notes sur la vie du village de Taroutino », Moscou, 2008[16].